# Saghata
Saghata è un sottodistretto (upazila) del Bangladesh situato nel distretto di Gaibandha, divisione di Rangpur. Si estende su una superficie di 225,67 km² e conta una popolazione di 267 819 abitanti (censimento 2011).